# Mouilleron-Saint-Germain
Mouilleron-Saint-Germain es una comuna nueva francesa situada en el departamento de Vandea, de la región de Países del Loira.

## Historia
Fue creada el 1 de enero de 2016, en aplicación de una resolución del prefecto de Vandea de 19 de noviembre de 2015 con la unión de las comunas de Mouilleron-en-Pareds y Saint-Germain-l'Aiguiller, pasando a estar el ayuntamiento en la antigua comuna de Mouilleron-en-Pareds.

## Demografía
| Gráfica de evolución demográfica de Mouilleron-Saint-Germain entre 1800 y 2013 |
|                                                                                |

Los datos entre 1800 y 2013 son el resultado de sumar los parciales de las dos comunas que forman la nueva comuna de Mouilleron-Saint-Germain, cuyos datos se han cogido de 1800 a 1999, para las comunas de Mouilleron-en-Pareds y Saint-Germain-l'Aiguiller de la página francesa EHESS/Cassini. Los demás datos se han cogido de la página del INSEE.

## Composición
| Comuna delegada           | Código INSEE | Población (2013) | Superficie (km²) | Densidad (hab./km²) |
| ------------------------- | ------------ | ---------------- | ---------------- | ------------------- |
| Mouilleron-en-Pareds      | 85154        | 1364             | 19.97            | 68                  |
| Saint-Germain-l'Aiguiller | 85219        | 452              | 8.43             | 54                  |